# Camera del lavoro
 (janvier 2013).
Si vous disposez d'ouvrages ou d'articles de référence ou si vous connaissez des sites web de qualité traitant du thème abordé ici, merci de compléter l'article en donnant les références utiles à sa vérifiabilité et en les liant à la section « Notes et références ».

Logo des c. d. l. de la CGIL.

Une camera del lavoro (« chambre du travail » en italien ; pluriel camere del lavoro) est un centre accueillant les syndicats[pas clair] italiens, inspiré des bourses du travail françaises.
Les camere del lavoro ont fleuri de 1895 à la montée du fascisme en Italie dans les années 1920. Dans leur conception initiale, les camere del lavoro rassemblaient tous les syndicats d'une même agglomération, leur donnait une structure politique démocratique partagée. Elles fournissaient des services aux syndicats, aux travailleurs et aux collectivités locales.
Avec la montée du syndicat Confédération générale italienne du travail (CGIL), conduite au départ par le Parti socialiste italien (PSI), puis par le Parti communiste italien (PCI), et à la suite du regroupement des syndicats entre partis après la Seconde Guerre mondiale, les camere del lavoro sont simplement devenues les quartiers généraux locaux des syndicats. Il y a de nos jours des centaines de camere del lavoro en fonction, une presque pour chaque ville italienne. La plupart sont liées à la CGIL, bien que les groupes les plus à gauche continuent à gérer leurs propres camere del lavoro.

## Origines
La camera del lavoro naît à la fin du XIXe siècle comme un instrument de défense contre l'exploitation et le chômage rampant dans le Nord de l'Italie dans la période de la dépression économique entre 1887 et 1897. C'est une émanation des dirigeants du Partito Operaio Italiano (Parti ouvrier italien) qui se transformera ensuite à Gènes en Partito dei Lavoratori Italiani (Parti des travailleurs italiens), puis en Parti socialiste italien. Parmi eux, on peut noter Osvaldo Gnocchi Viani, syndicaliste milanais des typographes, qui, en 1889 et 1890, pense, débat, propose et œuvre en faveur d'une institution semblable à celle de la Bourse du travail qui existe alors à Paris, dans le but non seulement de placer la main-d'œuvre, mais également d'agir comme médiateur entre les ouvriers et les patrons.
Le 1er octobre 1891 naît à Milan, dans des locaux du Castello Sforzesco mis à disposition par le maire Giulio Bellinzaghi, la camera del lavoro, qui devait coordonner de façon unitaire les différentes « sociétés de travailleurs organisées par sections d'arts et métiers «. Elle dépasse ainsi les frontières de l'organisation par métier dans la recherche de la défense des intérêts des travailleurs.
Le premier congrès des camere del lavoro se tient à Parme en 1893. Il réunit les représentants des 13 chambres alors existantes. La même année naissent d'autres chambres dans de nombreuses villes, parmi lesquelles Turin et Plaisance. La plupart des chambres sont fondées par des conseils municipaux réformistes, socialistes et radicaux. Idéologiquement, de nombreux membres fondateurs sont des syndicalistes, des anarchistes, des socialistes, ainsi que ceux qui sont impliqués dans le mouvement des coopératives.
Les camere del lavoro forment la base constitutive de la Confederazione Generale del Lavoro en 1906.
Les premiers fondateurs voyaient moins les camere comme des centres syndicaux que comme les graines d'une future structure de la société horizontale. Mais, autour de la Première Guerre mondiale, les syndicats se sont unis en fédérations qui divergeaient politiquement, et la plupart des chambres ont été associées à l'une ou l'autre.

## Lescamere del lavorode la CGIL
De nos jours, les chambres de la CGIL constituent l'organisation territoriale CGIL et regroupent les différentes fédérations syndacales de la CGIL qui existent dans une zone géographique. La subdivision territoriale est de la compétence de l'organisation régionale. Les camere del lavoro sont régulées par l'article 10 des statuts de la CGIL.

### Sources
- (en) Cet article est partiellement ou en totalité issu de l’article de Wikipédia en anglais intitulé « Camera del Lavoro » (voir la liste des auteurs).

- (it) Cet article est partiellement ou en totalité issu de l’article de Wikipédia en italien intitulé « Camere del Lavoro » (voir la liste des auteurs).